# Liste d'espèces décrites en 2006
De nouvelles espèces vivantes sont régulièrement définies chaque année.
L'apparition d'une nouvelle espèce dans la nomenclature peut se faire de trois manières principales :
- découverte dans la nature d'une espèce totalement différente de ce qui est connu jusqu'alors,
- nouvelle interprétation d'une espèce connue qui s'avère en réalité être composée de plusieurs espèces proches mais bien distinctes. Ce mode d'apparition d'espèce est en augmentation depuis qu'il est possible d'analyser très finement le génome par des méthodes d'étude et de comparaison des ADN, ces méthodes aboutissant par ailleurs à des remaniements de la classification par une meilleure compréhension de la parenté des taxons (phylogénie). Pour ce type de création de nouvelles espèces, deux circonstances sont possibles : soit une sous-espèce déjà définie est élevée au statut d'espèce, auquel cas le nom, l'auteur et la date sont conservés, soit il est nécessaire de donner un nouveau nom à une partie de la population de l'ancienne espèce,
- découverte d'une nouvelle espèce par l'étude plus approfondie des spécimens conservés dans les musées et les collections.

Ces trois circonstances ont en commun d'être soumises au problème du nombre de spécialistes mondiaux compétents capables de reconnaître le caractère nouveau d'un spécimen. C'est une des raisons pour lesquelles le nombre d'espèces nouvelles chaque année, dans une catégorie taxinomique donnée, est à peu près constant. 
Pour bien préciser le nom complet d'une espèce, le (ou les) auteur(s) de la description doivent être indiqués à la suite du nom scientifique, ainsi que l'année de parution dans la publication scientifique. Le nom donné dans la description initiale d'une espèce est appelé le basionyme. Ce nom peut être amené à changer par la suite pour différentes raisons.
Dans la mesure du possible, ce sont les noms actuellement valides qui sont indiqués, ainsi que les découvreurs, les pays d'origine et les publications dans lesquelles les descriptions ont été faites.

## 2006

### Espèces vivantes décrites en 2006

#### Tortues
- Elseya albagula Thomson, Georges et Limpus, 2006

Chélidé découvert dans la rivière Burnett, au Queensland (Australie)

#### Lézards
- Asaccus nasrullahi Werner, 2006

Geckonidé découvert en Iran.
- Cnemaspis ranwellai Wickramasinghe, 2006

Gekkonidé découvert au Sri Lanka.
- Cyrtodactylus badenensis Ngoc Sang, Orlov et Darevsky, 2006

Geckonidé découvert au Viêt Nam.
- Cyrtodactylus murua Klaus et Allison, 2006

Gekkonidé découvert en Papouasie-Nouvelle-Guinée .
- Cyrtodactylus nigriocularis Ngoc Sang, Orlov et Darevsky, 2006

Geckonidé découvert au Vietnam.
- Cyrtodactylus seribuatensis Youmans & Grismer, 2006

Geckonidé découvert en Malaisie.
- Hemidactylus beninensis Bauer, Tchiboso, Pauwels et Lenglet, 2006

Geckonidé découvert au Bénin.
- Hemidactylus makolowodei Bauer, Le Breton, Chirio, Ineich et Kouete, 2006

Geckonidé découvert au Cameroun.
- Oedodera marmorata Bauer, Jackman, Sadlier et Whitaker, 2006

Gekko découvert en Nouvelle-Calédonie. Nouveau genre.
- Pristurus adrarensis Geniez et Arnold, 2006

Gekkonidé découvert en Mauritanie.
- Uroplatus giganteus Glaw, Kosuch, Henkel, Sound & Böhme, 2006

Geckonidé découvert à Madagascar
- Liolaemus montanezi Cabrera et Monguillot, 2006

Liolémidé .
- Liolaemus sp. Scolaro et Sei, 2006

Liolémidé découvert en Argentine.
- Carlia sp. Zug et Allison, 2006

Scincidé découvert en Argentine.
- Nannoscincus garrulus Sadlier, Bauer et Smith, 2006

Scincidé découvert en Nouvelle-Calédonie .
- Mabuya altamazonica Miralles, Barrio-amoros, Rivas, Chaparro-auza, 2006

Scincidé découvert en Amazonie peruvienne
- Mabuya berengerae Miralles, 2006

Scincidé découvert sur l'ile de San Andrés, Colombie
- Varanus bushi Aplin, Fitch et King, 2006

Varanidé découvert en Australie.
- Eremias cholistanica Baig et Masroor, 2006

Lacertidé découvert au Pakistan.
- Iberolacerta galani Arribas, Carranza et Odierna, 2006

Lacertidé découvert en Espagne.
- Psammodromus jeanneae Busack, Salvador et Lawson, 2006

Lacertidé découvert dans la province de Cadix (Espagne) .
- Psammodromus manuelae Busack, Salvador et Lawson, 2006

Lacertidé découvert dans la province de Madrid (Espagne) .

#### Serpents

##### Tropidophiidés
- Tropidophis xanthogaster Domínguez, Moreno et Hedges, 2006

Tropidophiidé découvert dans la péninsule de Guanahacabibes à Cuba.

##### Colubridés
- Amphiesma andreae Ziegler et Le, 2006

Colubridé découvert au Vietnam.
- Calamaria thanhi Ziegler et Le, 2006

Colubridé découvert au Vietnam.

##### Vipéridés
- Popeia buniana Grismer (L. Lee), Grismer (Jesse L.) & McGuire, 2006

Découvert dans l'île Tioman (Pulau Tioman) (Pahang, Malaysia) .

### Espèces fossiles (2006)

#### Crocodilomorphes
- Effigia okeeffeae Nesbitt et Norell, 2006

Archosaure crocodilomorphe découvert par Edwin H. Colbert en 1947. L'épithète spécifique commémore le peintre Georgia O'keeffe qui avait fréquenté la région du Nouveau-Mexique où l'espèce a été découverte.

#### Cynodontes
- Elliotherium kersteni Sidor et Hancox, 2006

Reptile cynodonte tritheledontidé découvert dans le Trias d'Afrique du sud.

#### Diapsides
- Geosuchus saltillense Buchy & al., 2006

Métriorhynchidé découvert dans le Jurassiquie du Mexique.

#### Dinosaures
- Adamantisaurus mezzalirai Santucci et Bertini, 2006

- Alaskacephale gangloffi Sullivan, 2006

Dinosaure pachycéphalosauridé découvert en Alaska.
- Antarctopelta oliveroi Salgado et Gasparini, 2006

Ankylosaure découvert en 1986 dans le Crétacé de la péninsule antarctique, mais décrit officiellement seulement vingt ans après. Fut le premier dinosaure trouvé en Antarctique. L'épithète spécifique honore le géologue argentin Eduardo Olivero qui découvrit le seul spécimen connu.
- Dracorex hogwartsia Bakker, Sullivan, Porter, Larson et Salsbury, 2006

Dinosaure pachycéphalosauridé découvert dans le Crétacé du Dakota du Sud.
L'épithète spécifique fait référence à Poudlard (en anglais Hogwarts), la fameuse école de sorcellerie d'Harry Potter dans les romans de J. K. Rowling.
- Erketu ellisoni Ksepka et Norell, 2006

Dinosaure sauropode découvert en Mongolie.
- Europasaurus holgeri Sander, Mateus, Laven et Knötschke, 2006

Dinosaure découvert dans le nord de l'Allemagne en 1998 par Holger Luedtke.
- Fusuisaurus zhaoi Mo et al., 2006

Sauropode découvert dans le Crétacé de Chine
- Guanlong wucaii Xu et al., 2006

Tyrannosaure découvert dans le Jurassique de Chine.
- Jiutaisaurus xidiensis Wu, Dong, Sun, Li (C.-T.) et Li (T.), 2006

Dinosaure sauropode découvert dans le Crétacé de Chine.
- Juravenator starki Göhlich et Chiappe, 2006

Compsognathidé découvert dans le Jura (Bavière, Allemagne)
- Koutalisaurus kohlerorum Prieto-Marquez & al., 2006

Hadrosauridé découvert en Espagne.
- Mapusaurus roseae Coria et Currie, 2006

Dinosaure carcharodontosauridé .
- Maxakalisaurus topai Kellner, Campos, Azevedo, Trotta, Henriques, Craik et Silva, 2006

Titanosaure saltasauridé découvert au Brésil. Le nom du genre fait référence aux Indiens Maxakali, et l'épithète spécifique à Topa, divinité qu'ils honorent.
- Puertasaurus reuilli Novas et al., 2006

Titanosauridé.
- Sonidosaurus saihangaobiensis Xu et al., 2006

Dinosaure
- Theiophytalia kerri Brill & Carpenter, 2006

Camptosauridé découvert dans le Colorado.
- Turiasaurus riodevensis Royo-Torres, Coblos et Alcalá, 2006

Découvert en Espagne.
- Yinlong downsi Xu, Forster, Clark et Mo, 2006

Dinosaure cératopsien découvert dans le Jurassique de Chine.
- Yuanmousaurus jiangyiensis Lu et al., 2006

Dinosaure
- Zapalasaurus bonapartei Salgado, Cavalho et Garrido, 2006

Dinosaure sauropode découvert en Argentine.

#### Ichthyosaures
- Ichthyosaure du ping-pong (Maiaspondylus lindoei Maxwell et Caldwell, 2006)

Redécouvert sous une table de ping-pong, 25 ans après sa collecte. Originaire de la Loon River Formation, du Crétacé inférieur, dans les Territoires du Nord-Ouest, au Canada. L'épithète spécifique honore le technicien Allan Lindoe, qui a contribué à sa découverte.

#### Plésiosaures
- Umoonasaurus demoscyllus Kear, Schroeder et Lee, 2006

Plésiosaure rhomaléosauridé découvert en 1987 en Australie du sud
- Opallionectes andamookaensis Kear, 2006

Plésiosaure découvert en Australie
- Futabasaurus suzukii Sato, Hasegawa et Manabe, 2006

Plésiosaure élasmosauridé découvert dans le Crétacé du Japon

#### Ptérosaures
- Caviramus schesaplanensis Fröbisch et Fröbisch, 2006

Découvert dans le Trias de Suisse.

#### Serpents
- Najash rionegrina Apesteguia et Zaher, 2006

Serpent découvert dans le Crétacé de la province du Rio Negro, en Patagonie argentine.

#### Tortues
- Merovemys ploegi Hervet, 2006

Ptychogastéridé découvert dans l'Oise, dans les argiles à lignite du Soissonnais (Éocène)